# Veszett kutya és Glória
A Veszett kutya és Glória (eredeti cím: Mad Dog and Glory) 1993-ban bemutatott amerikai film, amelyet John McNaughton rendezett, a forgatókönyvet pedig Richard Price írta.
Magyarországon 1993. május 7-én mutatták be, az Egyesült Államokban pedig 1993. március 5.-én.
A film műfaja bűnügyi-vígjáték romantikus elemekkel fűszerezve. A főszerepben Bill Murray, Robert De Niro és Uma Thurman látható. John McNaughton-nak ez volt a rendezői bemutatkozása.

## Cselekmény
Veszett kutya rendőrként dolgozik, de nem az a vérengzős fajta. Eldolgozgat aztán hazamegy és éli a sótlan életét. Nővel már régóta nem volt, de nem nagyon hiányzik neki. Aztán az egyik akció során jót tesz az egyik gengszternek (Frank), aki hálából befogadja a belső köreibe, barátként kezdi el kezelni őt. Ad neki egy nőt egy bizonyos időre, akit Glóriának hívnak. Veszett kutya nem fogadja tárt karokkal Glóriát, de a lány nagyon tenyérbe mászó, ezért hamar megbarátkoznak. Ezután Veszett kutya azt veszi észre magán, hogy már létezni sem tud a nő nélkül, szeretne vele több időt lenni, de vissza kell adnia őt a gengszternek. De nem akarja, ezért Frank ideges lesz, pénzt követel a lányért cserébe, de ezt Veszett kutya nem tudja kifizetni, hiába próbálkozik. Frank többször is magával akarja vinni Glóriát, de Veszett kutya nem hagyja, vérre menő küzdelem alakul ki köztük.

## Szereplők
| Szerep        | Színész         |
| ------------- | --------------- |
| Veszett kutya | Robert De Niro  |
| Glória        | Uma Thurman     |
| Frank         | Bill Murray     |
| Mike          | David Caruso    |
| Andrew        | Tom Towles      |
| Harold        | Mike Starr      |
| Pavletz       | Anthony Cannata |